# سالين إس 5 إس رابتور
سالين إس 5 إس رابتور (بالإنجليزية: Saleen S5S Raptor)‏ ، هي سيارة رياضية أنتجها شركة سالين سنة 2007م.